# 劇団近未来
劇団近未来（げきだんきんみらい）は、アダルトゲーム開発を主体とする日本の同人サークル。

## 概要
2006年のサークル設立当初はデビュー作「シャロン☆出勤です 〜裏購買部貧乳繁盛記〜」を始めパロディ・二次創作が主体であったが、2007年に発売した「実況生ハメエロ野球」がコナミより著作権侵害のクレームを受けて配布停止・回収・賠償・謝罪公告掲載措置を執ることとなり、オリジナル作品主体に転換した。代表者の春日森がシナリオと音楽を担当し（一部、外部ライターと共同担当の場合アリ）、原画は外部のイラストレーターに発注する体制が採られる場合が多い。
「マネジ!」シリーズなど一部の開発タイトルは、低価格商業ブランドであるNorn（株式会社ズー）やsofthouse-seal（株式会社アンノックアウト）から商業作品として発売されている。

## 主なタイトル
オリジナル路線へ転換して以降のタイトルのみを掲載する。太字は商業作品。
| 発売日 | 発売日          | タイトル                                                                      | 備考                         |
| ------ | --------------- | ----------------------------------------------------------------------------- | ---------------------------- |
| 2007年 | 8月17日         | 宇宙人捕獲大作戦!                                                             | 販売終了                     |
| 2008年 | 2月22日         | 豹変ナマハメいいんちょ!                                                       |                              |
| 2008年 | 5月30日         | マネジ! イキます!! 〜膣予選に賭けた夏2008〜                                   | 商業作（Norn発売）           |
| 2008年 | 8月15日         | スク水痴漢電車                                                                |                              |
| 2008年 | 10月17日        | サキュバス☆ユーナのご奉仕レッスン♪                                            |                              |
| 2008年 | 12月5日         | 借金バニーの中出し繁盛記                                                      | 商業作（softhouse-seal発売） |
| 2009年 | 7月10日         | 女子校生真菜の中出しGAME                                                      | 商業作（softhouse-seal発売） |
| 2009年 | 8月14日         | はじめてのはねむーん                                                          |                              |
| 2009年 | 10月9日         | マネジ! ヤリます!! 〜汗と白濁のグラウンド2009〜                               | 商業作（softhouse-seal発売） |
| 2009年 | 12月1日         | ウェイトレスぱにっく!                                                         |                              |
| 2009年 | 12月25日        | 伊藤さんとブルマでえっち!                                                     |                              |
| 2010年 | 3月19日         | ピチふぇち! 〜競泳彼女とにゅるにゅるデート♪〜                                 |                              |
| 2010年 | 6月25日         | セーラー服とスク水痴漢電車                                                    |                              |
| 2010年 | 7月9日          | 女子肛交生放課後アナルクラブ                                                  | 商業作（softhouse-seal発売） |
| 2010年 | 8月14日         | サキュバス☆ルゥの中出し魔力補給♪                                              |                              |
| 2010年 | 12月31日        | ネコさんのお尻 〜女子肛交生放課後アナルクラブ＊活動日記〜                     | ファンディスク               |
| 2011年 | 6月10日         | 少女は真夏に海岸で                                                            | 商業作（softhouse-seal発売） |
| 2011年 | 8月5日          | だらしなくてエッチなお姉さんが転がり込んできた。どうする!?                    | 商業作（softhouse-seal発売） |
| 2011年 | 8月12日         | お姉ちゃんどうしよう。ぼく、触手生えちゃった                                  |                              |
| 2011年 | 10月7日         | マネジ! キメます!! 〜絶頂ナインと駆け抜ける性春2011〜                         | 商業作（softhouse-seal発売） |
| 2011年 | 12月31日        | 淫乱女子マネジと行く1泊2日スポ根中出しエロ合宿 〜マネジ! みんなでイキます!!〜 | ファンディスク               |
| 2012年 | 3月9日          | ピチふぇち! だぶる!! 〜競泳姉妹と中出し孕ませにゅるにゅるデート♪〜            | 商業作（softhouse-seal発売） |
| 2012年 | 6月22日         | 体育会系部活エッチ 〜バレー部所属超高身長少女との逆身長差セックス〜           |                              |
| 2012年 | 8月11日         | トイレの神様、募集中                                                          |                              |
| 2012年 | 9月21日（予定） | 女子肛校生男装アナルクラブ 〜僕とお尻でセックスしよう!〜                      | 商業作（softhouse-seal発売） |